# ده‌بلند (روستا)
ده‌بلند (به لاتین: Dehbaland) یک منطقهٔ مسکونی در تاجیکستان است که در ولایت سغد واقع شده‌است.

## خصوصیات
دهبالاند ۴ نفر جمعیت دارد و ۲٬۶۲۵ متر بالاتر از سطح دریا واقع شده‌است.